# Гильгенфельд, Адольф
Адольф Гильгенфельд (нем. Adolf Hilgenfeld; 1823—1907) — немецкий протестантский богослов и библеист; профессор богословия в Йене, последователь тюбингенской школы и Баура.

## Биография
Обучался в Берлинском университете и в Галле-Виттенбергском университете.
С 1858 года издавал «Zeitschrift für wissenschaftliche Theologie» («Журнал научного богословия»).
С 1890 года — ординарный профессор богословия в Йенском университете.
Опубликовал (1887) первое полное издание раннехристианской книги II века «Пастырь Гермы», встречающейся в древних рукописях рядом с каноническими текстами Нового Завета.

## Научные труды
- «Das Evangelium und die Briefe des Johannes nach ihrem Lehrbegriff» (1849);
- «Die Glossolalie in der alten Kirche» (1850);
- «Das Urchristentum in den Hauptwendepunkten seines Entwickelungsgangs» (1856);
- «Die jüdische Apokalyptik» (1857);
- «Novum Testamentum extra canonem receptum» (2 изд. 1876—84);
- «Messias Judaeorum» (1869);
- «Historisch-kritische Einleitung in das neue Testament» (1875);
- «Ketzergeschichte des Urchristentums» (1884);
- «Judentum u. Christentum» (1886) и др.